# Công quốc Meranien

Quốc huy Merania

Công quốc Meranien là một Địa vị Hoàng gia trong Đế chế La Mã Thần thánh, tồn tại từ năm 1152 đến năm 1248. Các công tước của Meranien được công nhận là Thân vương Đế chế, hưởng quyền Trực trị của Hoàng đế vào thời điểm mà những khái niệm này mới được sử dụng để phân biệt các cấp bậc cao nhất của giới quý tộc đế quốc.
Cái tên "Meranien" ("sea-land") bắt nguồn từ meer trong tiếng Đức cao địa để chỉ biển hoặc từ morje trong tiếng Slav. Tên theo nghĩa đen có nghĩa là "đất liền bên biển" ( am Meer ), đề cập đến vị trí của vùng đất bên Biển Adriatic. 

## Danh sách Công tước của Meranien

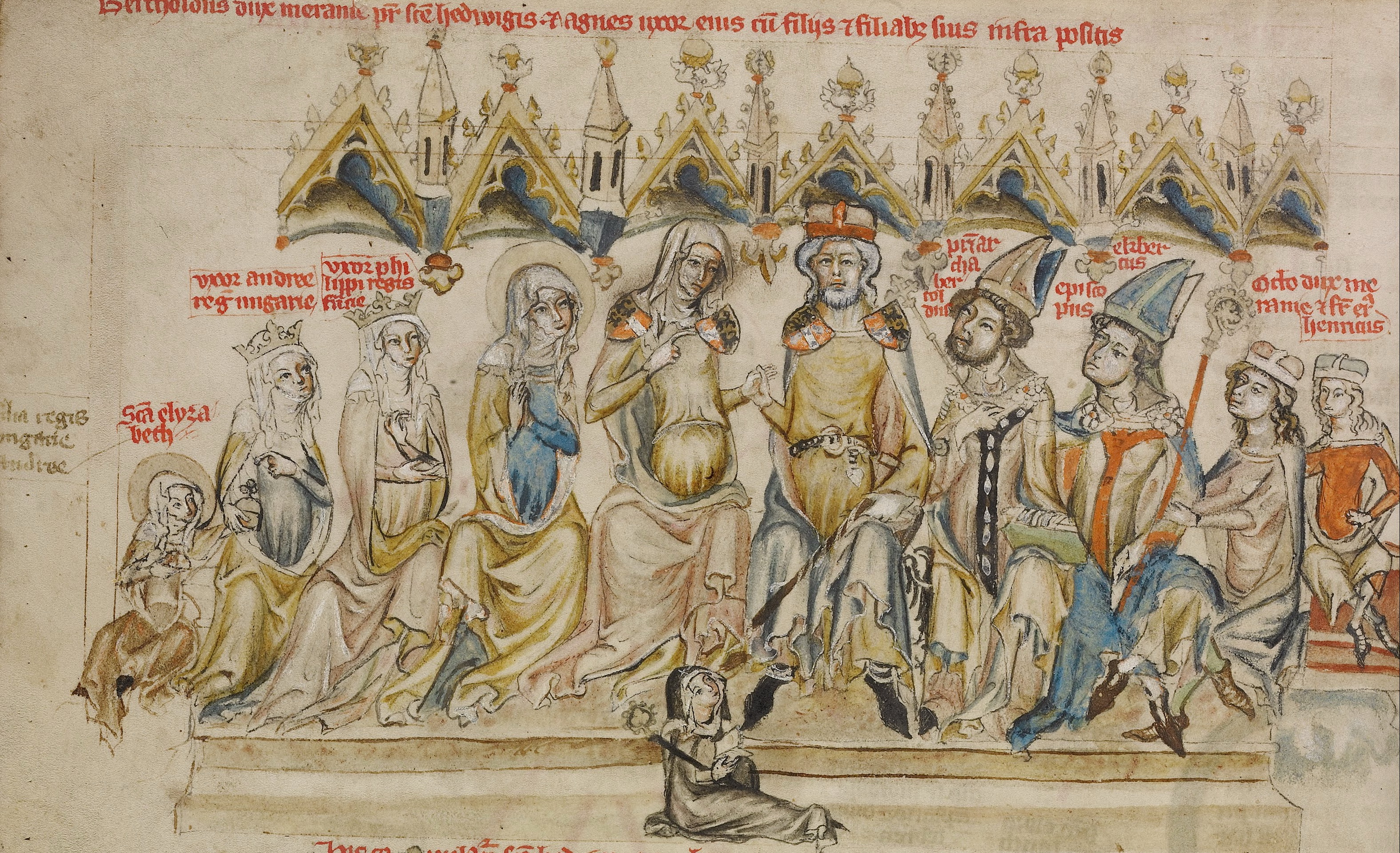
Gia đình Công tước Berthold

- Konrad II. (Scheyern-Dachau) Khoảng năm 1153 đến năm 1159
- Konrad III. (Scheyern-Dachau) Khoảng năm 1159 đến năm 1182
- Berthold IV. của Andechs Khoảng năm 1180/1182 đến 1204
- Otto VII. của Andechs Từ năm 1204 đến năm 1234
- Otto VIII. của Andechs Từ năm 1234 đến năm 1248